# Англіканство
Англіка́нство — один з напрямів християнства, що з'явився під час англійської Реформації. Англіканські церкви мають особливий історичний зв'язок з Церквою Англії, або об'єднані з нею загальними теологією, богослужінням і церковною структурою. Термін «англіканство» походить від латинської фрази «ecclesia anglicana», перша згадка про яку сягає 1246 року і означає в дослівному перекладі «Англійська церква». Послідовники англіканства називаються англіканами, а також єпископалами. Абсолютна більшість англікан належить до церков, що входять до Англіканської спільноти, яка має міжнародний характер.

## Загальний опис
Англіканське віровчення ґрунтується на Писаннях, традиціях Апостольської церкви і вченні ранніх Отців Церкви. Англіканство, що є однією з гілок західного християнства, остаточно відокремилося від Римсько-католицької церкви в часи єлизаветинського релігійного примирення.
Для деяких дослідників воно являє собою форму протестантизму, проте без домінантної керівної фігури, якими були Мартін Лютер, Джон Нокс, Жан Кальвін, Ульріх Цвінглі або Джон Веслі. Деякі вважають його самостійною течією в християнстві. В рамках англіканства існує декілька напрямків: євангелізм, ліберальні християни і англо-католицизм.
Рання англіканська догматика корелювала з сучасною їй реформаційною протестантською догматикою, проте вже до кінця XVI століття збереження в англіканстві безлічі традиційних літургійних форм та єпископату розглядалося абсолютно неприйнятним з точки зору тих, хто стояв на радикальніших протестантських позиціях. Уже в першій половині XVII століття Церква Англії та пов'язані з нею єпископальні Церкви в Ірландії та північноамериканських колоніях розглядалися деякими англіканськими теологами і богословами як особливий, самостійний напрям християнства, що має компромісний характер — «середній шлях» (лат. via media), між протестантизмом та католицизмом. Цей погляд особливо вплинув на всі подальші теорії англіканської ідентичності. Після Американської революції англіканські конгрегації в США і Канаді були перетворені в незалежні церкви зі своїми власними єпископами і церковними структурами, що стали прообразами для багатьох новостворюваних, в ході розширення Британської імперії і посилення місіонерської діяльності, церков в Африці, Австралії та Тихоокеанському регіоні. У XIX столітті було введено термін «англіканство», який мав описати загальні релігійні традиції всіх цих церков, а також Шотландської Єпископальної Церкви, яка, хоча і утворилася з Церкви Шотландії, але розглядалась як церква, що розділяє ту ж ідентичність.
Ступінь відмінності між протестантською і римсько-католицькою тенденціями в англіканстві залишається предметом суперечок, як всередині окремих англіканських церков, так і в Англіканській спільноті в цілому. Не існує єдиної «Англіканської церкви», яка б мала абсолютну юрисдикцію над усіма англіканськими церквами, оскільки кожна з них є автокефальною, тобто має повну автономію.

## Визначення англіканства

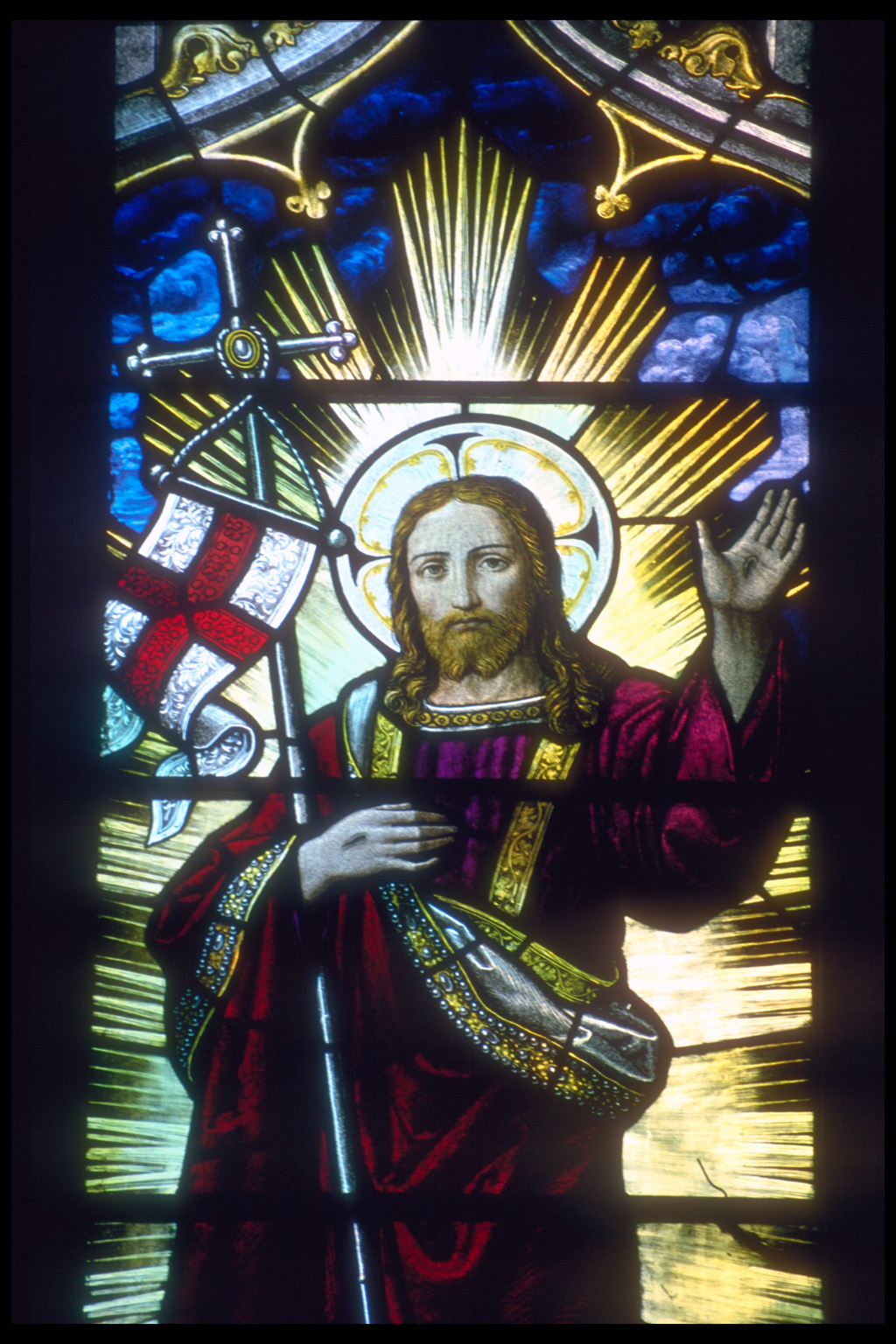
Зображення Ісуса на вітражі Рочестерського собору, Кент.

Англіканство, його структуру, теологію і форми богослужіння зазвичай відносять до протестантизму, проте офіційно церква іменує себе католицькою. Деякі вважають, що англіканство належить до окремого напрямку в християнстві, являючи собою via media («середній шлях») між католицизмом і протестантизмом. Англіканське віровчення ґрунтується на Священних Писаннях, традиціях Апостольської церкви, історичному єпископаті, перших чотирьох Вселенських Соборах і вченні ранніх Отців Церкви. Англікани вважають, що в Старому і Новому Завітах «міститься все необхідне для порятунку», а також, що вони являють собою закон і вищий стандарт віри. Англікани розглядають Апостольський Символ віри як символ хрещення, а Нікейський Символ віри як достатнє вираження християнської віри.
Англікани вірять, що католицька й апостольська віра розкрита у Святому Письмі і кафоличних Символах Віри і інтерпретує її у світлі Християнської традиції історичної Церкви, науки, розуму і досвіду.
Англіканізм визнає традиційні таїнства, роблячи, однак, особливий акцент на Святій Євхаристії , званій також Святим Причастям, Господньою Трапезою (the Lord's Supper) або Месою. Причастя займає центральне місце в англіканському богослужінні, будучи загальним приношенням молитов і вихвалянь, в якому життя, смерть і воскресіння Ісуса Христа проголошуються через молитву, читання Біблії, спів і прийняття Хліба та Вина, як це було встановлено на Таємній Вечері. У той час, як багато англікан надають Євхаристії настільки ж великого значення, як і західна католицька традиція, є значна свобода в літургійній практиці, а стиль богослужіння варіюється від найпростішого до ретельно розробленого.
Унікальною для англіканства є «Книга громадського богослужіння», що являє собою зібрання богослужінь і використовується вірянами в більшості англіканських церков протягом століть. Свою назву — Книга громадського богослужіння — вона отримала через те, що спочатку була задумана як загальна богослужбова книга для всіх громад Церкви Англії, що раніше використовували місцеві, а отже, різні, літургійні форми. З поширенням впливу Церкви Англії на інші країни термін зберігся, оскільки більшість англікан і надалі використовують Книгу громадського богослужіння по всьому світу. 1549 р. Архієпископ Кентерберійський Томас Кранмер завершив перше видання Книги громадського богослужіння. Хоча Книгу громадського богослужіння було неодноразово переглянуто, а деякі англіканські Церкви створили інші богослужбові книги, саме вона є одним зі стрижнів, що скріплюють Англіканську спільноту.

## Доктрина

### «Католицька та реформатська»
У часи Генріха VIII природа англіканства була заснована на питаннях юрисдикції — зокрема, віра корони в те, що Національна церква повинна бути автономною, а не з теологічними незгодами. Це намагання мало створити національну церкву в законному наслідуванні з його традиціями, але з урахуванням певних доктринальних і літургійних вірувань Реформаторів. Результатом став рух з характерною самооцінкою серед християнських рухів. Часто виникає питання, чи Англіканська церква повинна бути визначена як протестантська або католицька церква, або, можливо, як окрема гілка християнства взагалі.
Різниця між реформатською та католицькою, і узгодженість обох є предметом дискусій як всередині конкретних Англіканських церков, так і всієї Англіканської Спільності самими членами. Розпочинаючи з Оксфордського руху з середини XIX століття, багато церков спільноти відродили і розширили богослужбові та пастирські звичаї, подібні з римським католицизмом. Це виходить за рамки церемонії служб Високої церкви до ще більш теологічно значної території, як Сакраментальна теологія. У той час поки практикується Англокатолицизм, зокрема, літургійна, ті знову з'явилися і стали більш поширеними в традиції протягом останнього століття, залишається багато місць, де звичаї і вірування залишаються на більш реформатській або Євангелічній стороні.

## Виноски
1. ↑  What it means to be an Anglican — Church of England. Архів оригіналу за 22 серпня 2011. Процитовано 16 березня 2009. [Архівовано 2011-08-30 у Wayback Machine.]
2. ↑  { { cite web | url = http://www.anglicancommunion.org/%7Ctitle=The Anglican Communion Official Website - Home Page|accessdate=2009-03-16|archiveurl=http://www.webcitation.org/618ZMDyH6%7Carchivedate=2011-08-23}}%5Bнедоступне+посилання%5D
3. ↑  Avis, Paul (1988). What is 'Anglicanism'?. У S. Sykes and J. Booty (eds) (ред.). The Study of Anglicanism. London: SPCK. с. 417—19.
4. ↑  Status of Global Mission 2011 (PDF). Архів оригіналу (PDF) за 10 червня 2012. Процитовано 10 лютого 2014.
5. ↑  Articles I to VIII: The Catholic Faith // 39 статей. Архів оригіналу за 3 грудня 2013. Процитовано 11 лютого 2014.